# Marumba sperchius
Espèce
Marumba sperchius  est une espèce d'insectes lépidoptères appartenant à la famille des Sphingidae, à la sous-famille des Smerinthinae, à la tribu des Smerinthini et au genre Marumba.

## Distribution
L'espèce est connue dans le nord de l'Inde, au sud-ouest, centre et est de la Chine, au sud de l'Extrême-Orient russe , en Corée du Nord , Corée du Sud et au Japon. Elle est  également présent à Sumatra et Bornéo .

## Description

### Imago
L'envergure varie de  80 à 138 mm. 
L'espèce est semblable à Marumba juvencus, mais les lignes de l'aile antérieure et la couleur de fond de l'aile postérieure sont plus rouge et les lignes de chaque côté du point faible discal ne convergent pas.

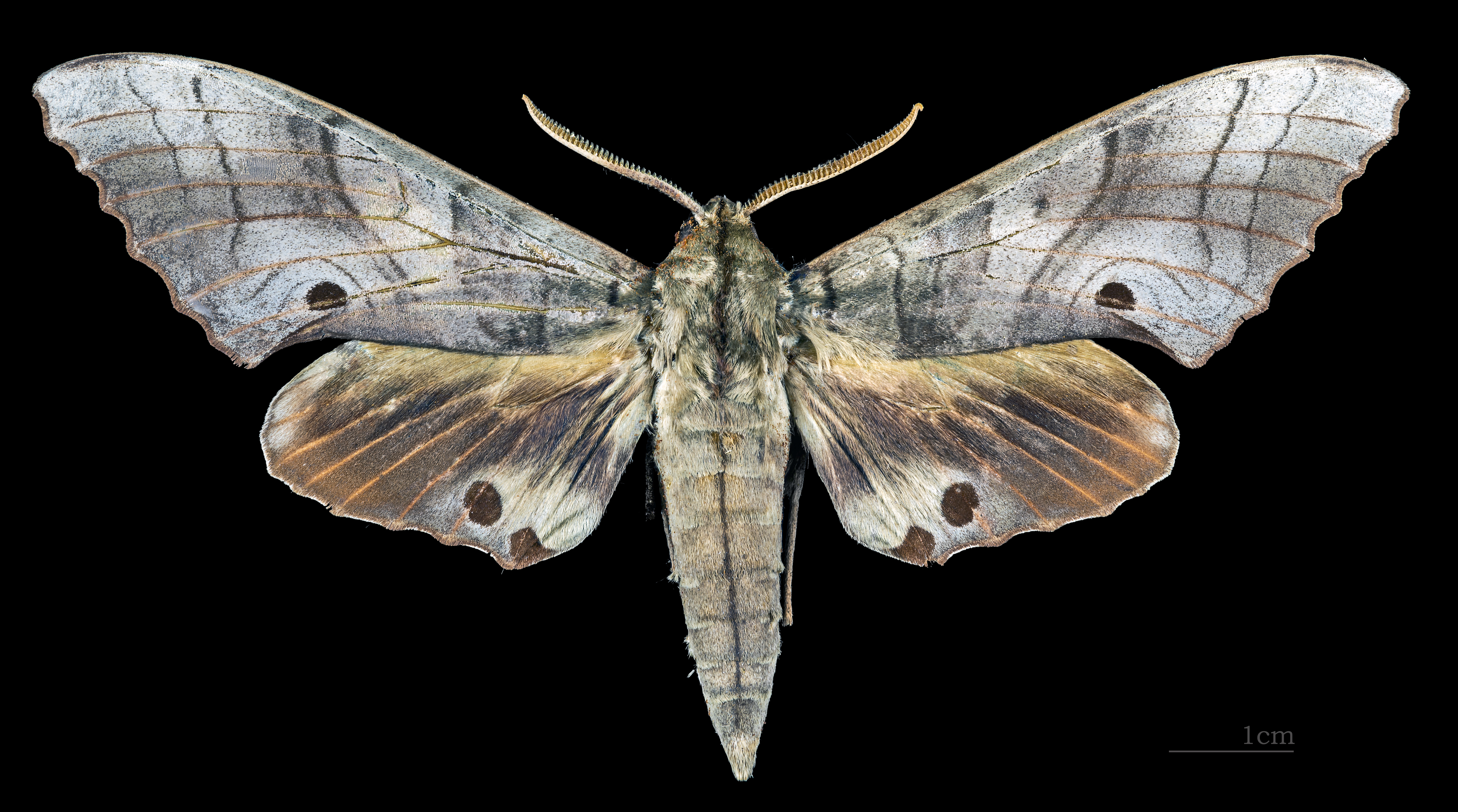
Avers du mâle (coll.MHNT)
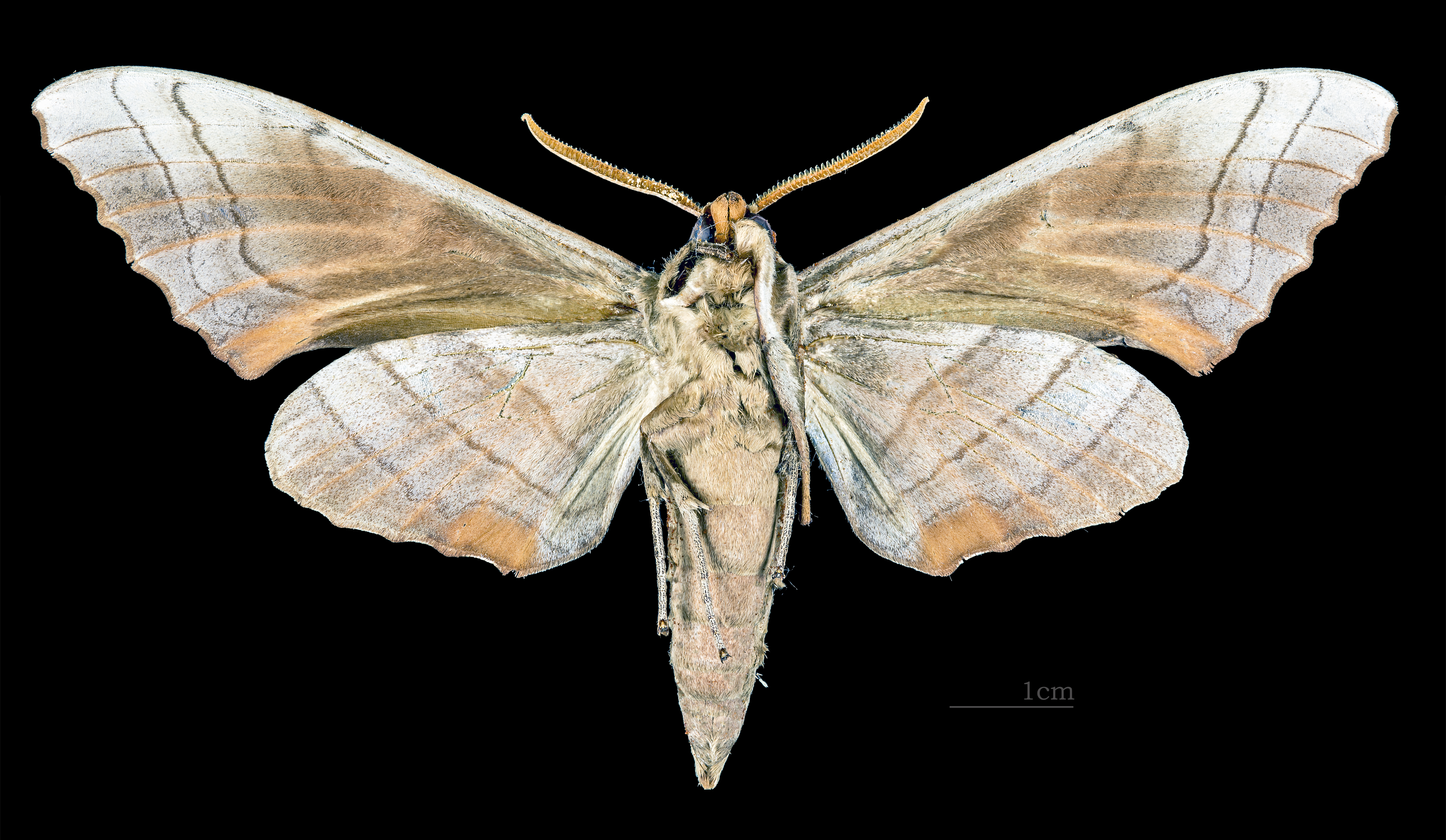
Revers du mâle (coll.MHNT)
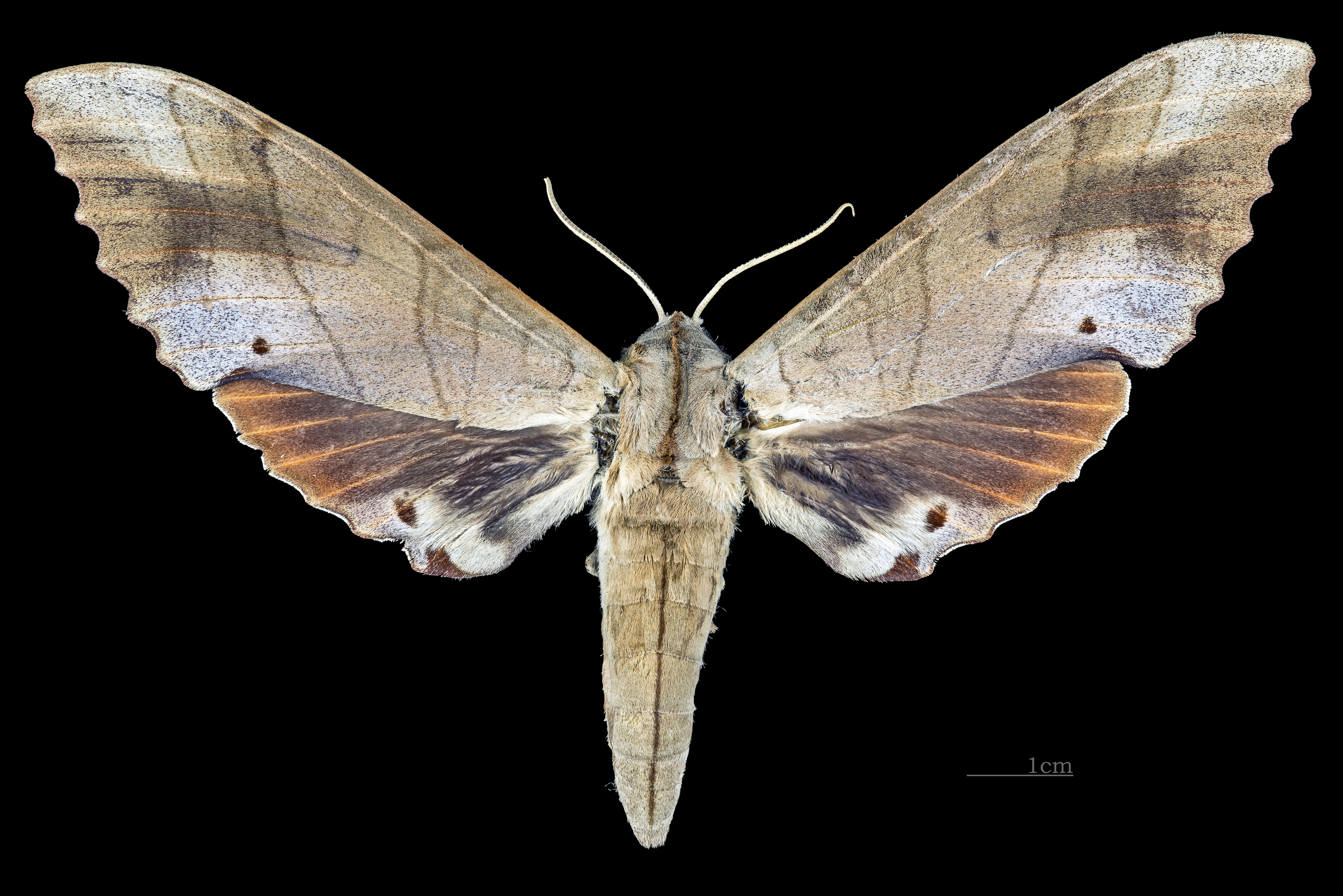
Avers de le femelle (coll.MHNT)
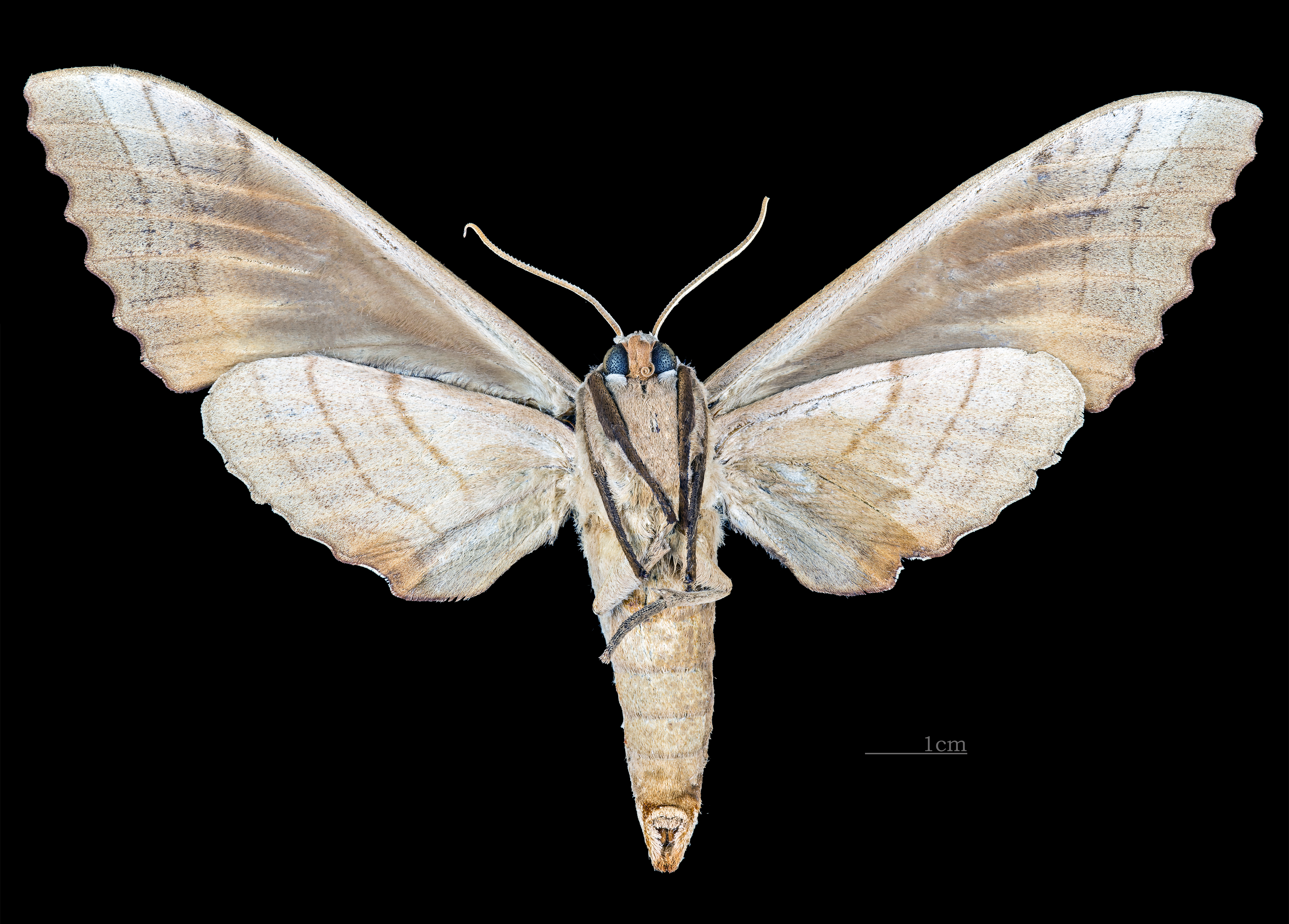
Revers de le femelle (coll.MHNT)

### La chenille
Les premiers stades sont jaune pâle, tandis que les derniers stades deviennent vert bleuâtre avec les tubercules brun ou rougeâtre. Elles portent des rayures obliques mauve ou des tubercules jaunes sur un fond blanc. La corne est verte avec des tubercules plus pâles.

## Biologie
Il y a deux générations par an. Les adultes volent en avril et à nouveau en août dans le nord de la Chine. En Corée, les adultes volent de la fin mai à la fin août.
Les chenilles se développent sur les espèces du genre Castanea (particulièrement sur Castanea crenata), Castanopsis , Quercus (particulièrement sur  Quercus glauca, Quercus mongolica, Quercus myrsinifolia, Quercus salicina, Quercus serrata ), Juglans (particulièrement sur Juglans regia et Juglans mandschurica), Lithocarpus (particulièrement sur  Lithocarpus edulis) et les espèces du genre Eriobotrya.

## Systématique
L'espèce Marumba sperchius a été décrite par l'entomologiste français Édouard Ménétries en 1857, sous le nom initial de Smerinthus sperchius.

### Synonymie
- Smerinthus sperchius Ménétriés, 1857 protonyme
- Triptogon albicans Butler, 1875
- Triptogon gigas Butler, 1875
- Triptogon piceipennis Butler, 1877
- Smerinthus michaelis Oberthür, 1886
- Marumba scotti Rothschild, 1920
- Marumba sperchius handelii Mell, 1922
- Marumba sperchius ochraceus O. Bang-Haas, 1927
- Marumba sperchius ussuriensis O. Bang-Haas, 1927
- Marumba sperchius horiana Clark, 1937
- Marumba sperchius obsoleta O. Bang-Haas, 1938
- Marumba sperchius castanea O. Bang-Haas, 1938
- Marumba sperchius coreanus O. Bang-Haas, 1938
- Marumba sperchius koreaesperchius Bryk, 1946

### Liste des sous-espèces
- Marumba Sperchius Sperchius (du nord-ouest de l' Inde dans le nord-est de l' Inde, au sud-ouest, le centre et l' est de la Chine dans le sud des Extrême - Orient russe, la Corée du Nord, Corée du Sud et le Japon)
- Marumba Sperchius Sumatranus  Clark 1923 (Sumatra, Bornéo) [2]

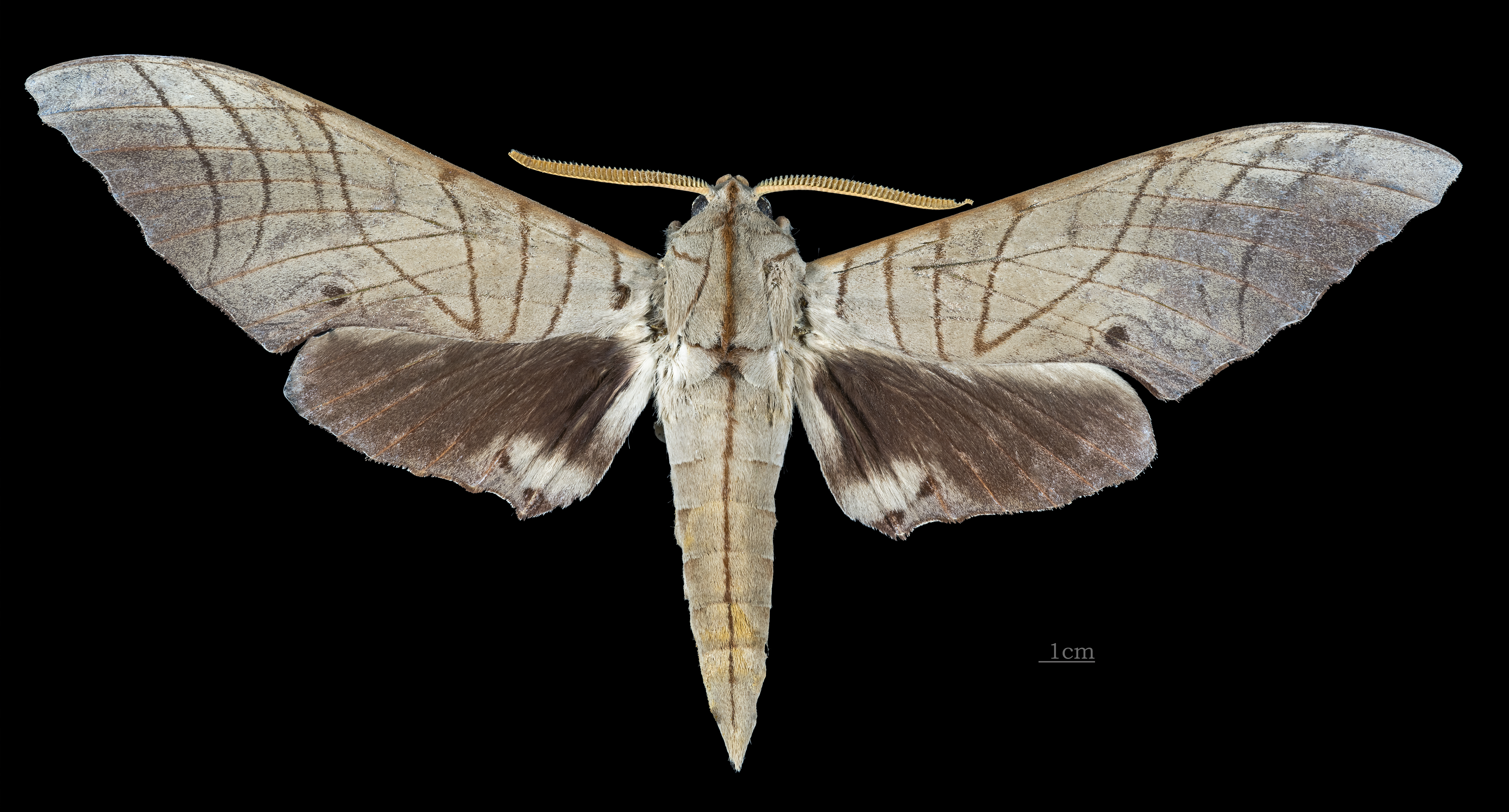
Marumba Sperchius Sumatranus Avers du mâle (coll.MHNT)
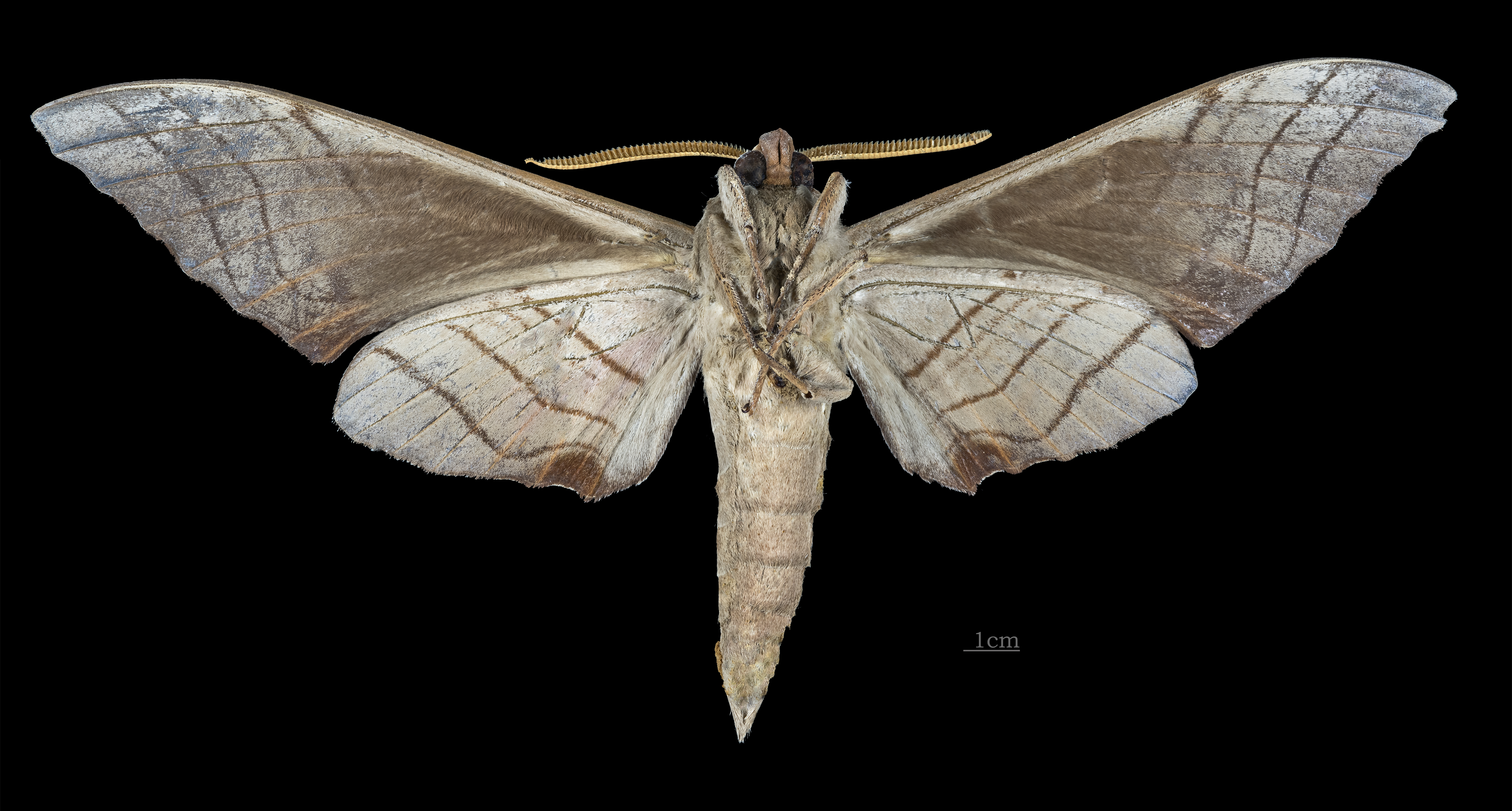
Marumba Sperchius Sumatranus Revers du mâle (coll.MHNT)